# Altuna socken
Altuna socken i Uppland ingick i Simtuna härad, ingår sedan 1971 i Enköpings kommun i Uppsala län och motsvarar från 2016 Altuna distrikt.
Socknens areal är 58,0 kvadratkilometer, varav 57,46 land. År 2000 fanns här 336 invånare. Orten Ådalen-Högsberga, Revelsta kungsgård samt sockenkyrkan Altuna kyrka ligger i socknen. 

## Administrativ historik
Altuna socken omtalas i skriftliga handlingar första gången 1314 ('De Altunum').
Vid kommunreformen 1862 övergick socknens ansvar för de kyrkliga frågorna till Altuna församling och för de borgerliga frågorna till Altuna landskommun. Landskommunens inkorporerades 1952 i Fjärdhundra landskommun som 1971 uppgick i Enköpings kommun då området också överfördes från Västmanlands län till Uppsala län.  Församlingen uppgick 2006 i Fjärdhundra församling.
1 januari 2016 inrättades distriktet Altuna, med samma omfattning som församlingen hade 1999/2000.  
Socknen har tillhört län, fögderier, tingslag och domsagor enligt vad som beskrivs i artikeln Simtuna härad.  De indelta soldaterna tillhörde Västmanlands regemente, Väsby kompani och Livregementets grenadjärkår, Östra Västmanlands kompani.

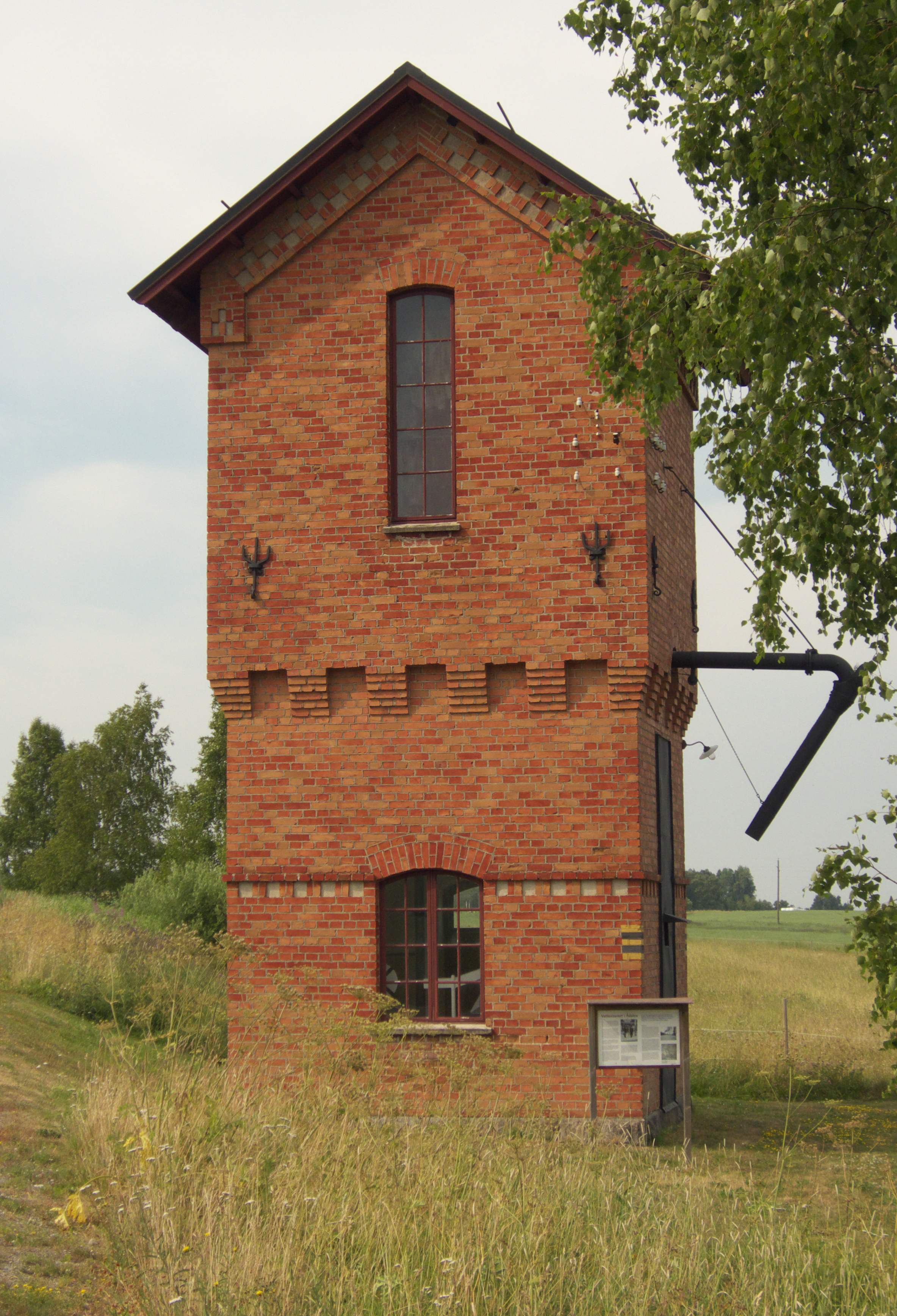
Vattencistern i Altuna (Ådalen) för vattenfyllning av ångloken som gick på Enköping-Heby-Runhällenlinjen. Byggnaden är idag museum.

## Geografi
Altuna socken ligger sydost om Sala kring Örsundaån i norr. Socknen är en slättbygd i söder och en mossrik skogsbygd i norr.
Socknen genomkorsas av länsväg 254.
I norr, på gränsen mot Västerlövsta socken, ligger Flostaåsen med Hårsbäcks naturreservat, vilket genomflytes i ravin av Örsundaån. I Fröslunda ligger en hembygdsgård, medan bygdegården ligger i Flosta vid Ådalen-Högsberga.

## Fornlämningar

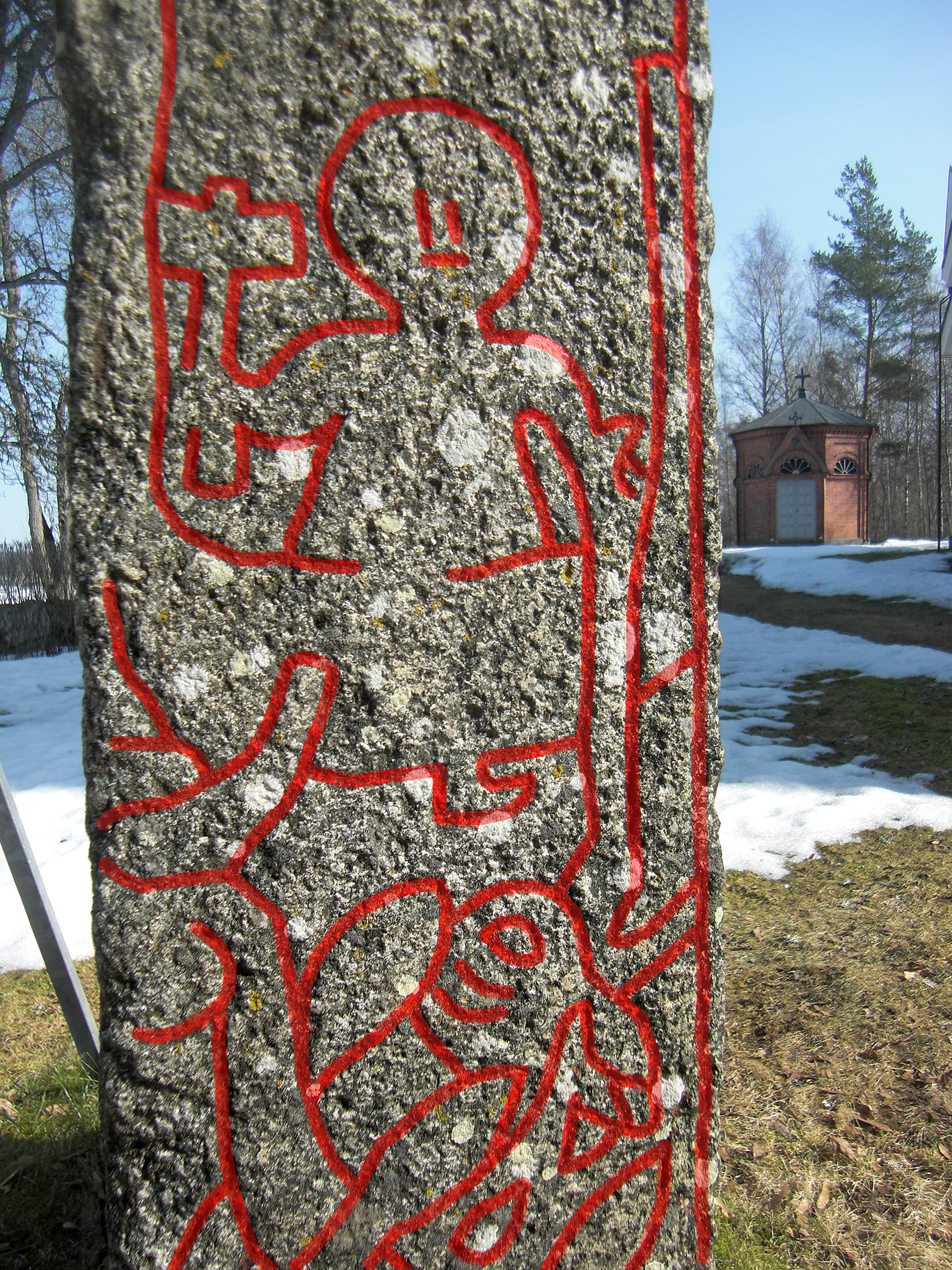
"Tors fiskafänge" på den berömda Altunastenen (U 1161).

Fyra boplatser från stenåldern är funna, liksom gravfält från järnåldern. Tre runristningar och en borglämning finns här också.

## Namnet
Namnet (1257 Alatunum) kommer från kyrkbyn och har efterleden tuna, 'inhägnad'. Förleden är flertydig men antagits innehålla al, 'tempel, helgedom'.